# Equipo terminal de datos
Un equipo terminal de datos (ETD) es aquel componente de un circuito de datos que hace de fuente o destino de la información.
Por ejemplo, puede ser un terminal, una impresora o también una computadora. 
La característica definitoria de un ETD, no es la eficiencia ni la potencia de cálculo, es la función que realiza: ser origen o destino en una comunicación.
- Un ETD fuente, por lo general, contiene la información almacenada en un dispositivo de memoria principal permanente (que se modifica sin un flujo electrónico continuo).
- El ETD destino es aquel que recibe una información o datos de manera directa o indirecta, sin alterar el contenido de la información durante el total del proceso.

Si el ETD solo procesa los datos y los envía sin modificarlos a un tercero, se lo llama equipo terminal del circuito de datos (ETCD), por ejemplo, una computadora.